# Olimpíada d'escacs de 1978
L'Olimpíada d'escacs de 1978 fou un torneig d'escacs per equips nacionals que se celebrà entre el 25 d'octubre i el 12 de novembre de 1978 a Buenos Aires, Argentina. Va ser la vint-i-tresena edició oficial de les Olimpíades d'escacs, fou organitzada per la FIDE, i va incloure tant una competició absoluta com una de femenina, així com d'altres esdeveniments destinats a promoure els escacs.
Després del boicot de fa dos anys, el bloc dels països de l'est retornaren, incloent l'equip soviètic que, com de costum, era grans favorits encara que al final es quedaren amb la medalla de plata. Hongria, dirigida per Lajos Portisch, va guanyar la medalla d'or per un sol punt. Els Estats Units varen obtenir la medalla de bronze.

## Torneig obert
Seixanta-cinc països varen jugar un torneig pel sistema suís a 14 rondes. Per tenir un nombre parell d'equips, els amfitrions argentins varen presentar un equip "B". En el cas d'empat, els desempats que es varen decidir fou primer utilitzar el sistema Buchholz i llavors per punts de matx.
| # | País           | Jugadors                                                     | Mitjana ELO | Punts |
| - | -------------- | ------------------------------------------------------------ | ----------- | ----- |
| 1 | Hongria        | Portisch, Ribli, Sax, Adorján, Csom, Vadász                  | 2570        | 37    |
| 2 | Unió Soviètica | Spassky, Petrosian, Polugaevsky, Gulko, Romanishin, Vaganian | 2620        | 36    |
| 3 | Estats Units   | Kavalek, Browne, Lein, Byrne, Tarjan, Lombardy               | 2553        | 35    |
Classificació de la resta dels equips:
| #  | País                         | Mitjana ELO | Punts | Buchholz |
| -- | ---------------------------- | ----------- | ----- | -------- |
| 4  | RFA                          | 2540        | 33    |          |
| 5  | Israel                       | 2509        | 32½   | 442.5    |
| 6  | Romania                      | 2468        | 32½   | 422.5    |
| 7  | Dinamarca                    | 2416        | 32    | 440.5    |
| 8  | Polònia                      | 2449        | 32    | 437.0    |
| 9  | Spain                        | 2429        | 32    | 430.5    |
| 10 | Suïssa                       | 2484        | 32    | 426.0    |
| 11 | Canadà                       | 2388        | 32    | 422.5    |
| 12 | Anglaterra                   | 2508        | 31½   | 452.5    |
| 13 | Bulgaria                     | 2486        | 31½   | 437.0    |
| 14 | Països Baixos                | 2538        | 31½   | 432.5    |
| 15 | Iugoslàvia                   | 2558        | 31    | 438.0    |
| 16 | Suècia                       | 2453        | 31    | 437.5    |
| 17 | Argentina                    | 2409        | 31    | 418.0    |
| 18 | Cuba                         | 2486        | 30½   | 437.0    |
| 19 | Àustria                      | 2389        | 30½   | 417.0    |
| 20 | R.P. de la Xina              | 2273        | 30½   | 413.5    |
| 21 | Mèxic                        | 2361        | 30½   | 393.5    |
| 22 | Finlàndia                    | 2389        | 30    | 421.0    |
| 23 | Colòmbia                     | 2359        | 30    | 400.5    |
| 24 | Filipines                    | 2405        | 29½   | 407.0    |
| 25 | Nova Zelanda                 | 2270        | 29½   | 396.0    |
| 26 | Indonèsia                    | 2346        | 29½   | 394.0    |
| 27 | Brazil                       | 2355        | 29½   | 393.5    |
| 28 | Islàndia                     | 2480        | 29    | 423.0    |
| 29 | Xile                         | 2395        | 29    | 417.0    |
| 30 | Austràlia                    | 2399        | 29    | 408.0    |
| 31 | Noruega                      | 2409        | 29    | 398.0    |
| -  | Argentina "B"                | 2329        | 28½   | 413.0    |
| 32 | Paraguay                     | 2278        | 28½   | 411.5    |
| 33 | Escòcia                      | 2309        | 28    | 404.5    |
| 34 | Venezuela                    | 2253        | 28    | 401.5    |
| 35 | Síria                        | 2200        | 28    | 373.0    |
| 36 | França                       | 2358        | 27½   | 425.0    |
| 37 | Uruguai                      | 2270        | 27½   | 381.5    |
| 38 | República Dominicana         | 2229        | 27½   | 380.5    |
| 39 | Sri Lanka                    | 2200        | 27½   | 373.5    |
| 40 | Hong Kong                    | 2235        | 27½   | 367.0    |
| 41 | Gal·les                      | 2324        | 27    | 403.5    |
| 42 | Perú                         | 2271        | 27    | 399.5    |
| 43 | Guyana                       | 2200        | 27    | 369.0    |
| 44 | Japó                         | 2200        | 27    | 359.0    |
| 45 | Luxemburg                    | 2219        | 27    | 353.0    |
| 46 | Illes Fèroe                  | 2200        | 27    | 346.0    |
| 47 | Bèlgica                      | 2223        | 26½   | 374.5    |
| 48 | Guatemala                    | 2200        | 26½   | 358.0    |
| 49 | Marroc                       | 2200        | 26½   | 356.0    |
| 50 | Tunisia                      | 2279        | 26    | 390.0    |
| 51 | Equador                      | 2266        | 26    | 381.5    |
| 52 | Bolívia                      | 2213        | 26    | 368.0    |
| 53 | Trinitat i Tobago            | 2200        | 26    | 356.5    |
| 54 | Jordània                     | 2200        | 26    | 327.5    |
| 55 | Jamaica                      | 2200        | 25½   |          |
| 56 | Puerto Rico                  | 2214        | 25    | 373.0    |
| 57 | Malàisia                     | 2200        | 25    | 365.5    |
| 58 | Líbia                        | 2200        | 23½   | 321.0    |
| 59 | Mauritània                   | 2200        | 23½   | 319.5    |
| 60 | Andorra                      | 2200        | 22½   |          |
| 61 | Illes Verges Nord-americanes | 2200        | 22    |          |
| 62 | Bermuda                      | 2200        | 20½   |          |
| 63 | Zaire                        | 2200        | 16    |          |
| 64 | Emirats Àrabs Units          | 2200        | 12½   | 328.5    |
| 65 | Illes Verges Britàniques     | 2213        | 12½   | 327.5    |

### Medaller individual
- Tauler 1:  Víktor Kortxnoi 9/11 = 81,8%
- Tauler 2:  Adam Kuligowski 10/13 = 76,9%
- Tauler 3:  Georgi Tringov 8½/11 = 77,3%
- Tauler 4:  Glenn Bordonada 7/9 = 77,8%
- 1r reserva:  James Tarjan 9½/11 = 86,4%
- 2n reserva:  John Turner 6½/7 = 92,9%

## Torneig femení
Trenta-dos països varen participar en les olimpíades femenines. De quatre grups preliminars els equips varen passar a quatre finals. En el cas d'empat, els desempats que es varen decidir fou primer per punts de matx i llavors utilitzar la puntuació Sonneborn-Berger.
L'equip soviètic retornà, i dirigit novament per la campiona del món Maia Txiburdanidze van assegurar la medalla d'or amb una imatge superior, així com tots quatre premis dels taulers individual. En el tauler de reserva, Elena Akhmilovskaya va guanyar totes de les seves deu partides, la puntuació perfecta única a la història de les olimpíades. Hongria i Alemanya Occidental varen quedar-se amb la medalla de plata i bronze, respectivament.

### Preliminars
- Grup 1: 1. URSS, 2. Anglaterra, 3. Netherlands, 4. França, 5. Mèxic, 6. Finlàndia, 7. Veneçuela, 8. Nova Zelanda.
- Grup 2: 1. Hongria, 2. Alemanya de l'oest, 3. EUA, 4. Argentina, 5. Dinamarca, 6. Escòcia, 7. Islàndia, 8. Mònaco.
- Grup 3: 1. Iugoslàvia, 2. Polònia, 3. India, 4. Suècia, 5. Canadà, 6. Brasil, 7. Gal·les, 8. Bolívia.
- Grup 4: 1. Espanya, 2. Bulgària, 3. Romania, 4. Austràlia, 5. Colòmbia, 6. Japó, 7. Puerto Rico, 8. Uruguai.

### Finals
| # | País           | Jugadores                                                | Mitjana ELO | Punts | MP | S-B   |
| - | -------------- | -------------------------------------------------------- | ----------- | ----- | -- | ----- |
| 1 | Unió Soviètica | Chiburdanidze, Gaprindashvili, Alexandria, Akhmilovskaya | 2370        | 16    |    |       |
| 2 | Hongria        | Verőci-Petronić, Ivánka, Makai, Kas                      | 2260        | 11    | 8  | 43.00 |
| 3 | RFA            | Laakmann, Fischdick, Hund, Weichert                      | 2143        | 11    | 8  | 37.50 |
| # | País       | Mitjana ELO | Punts | MP |
| - | ---------- | ----------- | ----- | -- |
| 4 | Iugoslàvia | 2197        | 11    | 7  |
| 5 | Polònia    | 2147        | 10½   |    |
| 6 | Espanya    | 2043        | 8½    | 6  |
| 7 | Bulgària   | 2175        | 8½    | 4  |
| 8 | Anglaterra | 2130        | 7½    |    |
| #  | País          | Mitjana ELO | Punts | MP |
| -- | ------------- | ----------- | ----- | -- |
| 9  | Suècia        | 2072        | 15    | 13 |
| 10 | Romania       | 2183        | 15    | 11 |
| 11 | Països Baixos | 2140        | 10    |    |
| 12 | Argentina     | 1953        | 9½    | 7  |
| 13 | França        | 1935        | 9½    | 4  |
| 14 | Estats Units  | 2110        | 9     |    |
| 15 | Índia         | 1800        | 8½    |    |
| 16 | Austràlia     | 1975        | 7½    |    |
| #  | País      | Mitjana ELO | Punts | MP | S-B   |
| -- | --------- | ----------- | ----- | -- | ----- |
| 17 | Dinamarca | 1967        | 13    | 9  | 42.25 |
| 18 | Canadà    | 1907        | 13    | 9  | 41.25 |
| 19 | Colòmbia  | 1880        | 12    |    |       |
| 20 | Brazil    | 1807        | 11½   | 9  |       |
| 21 | Finlàndia | 1893        | 11½   | 8  |       |
| 22 | Escòcia   | 1813        | 1     |    |       |
| 23 | Japó      | 1802        | 6½    |    |       |
| 24 | Mèxic     | 1800        | 5½    |    |       |
| #  | País         | Mitjana ELO | Punts | MP | S-B   |
| -- | ------------ | ----------- | ----- | -- | ----- |
| 25 | Gal·les      | 1880        | 17½   |    |       |
| 26 | Islàndia     | 1800        | 13½   |    |       |
| 27 | Venezuela    | 1800        | 12    |    |       |
| 28 | Bolívia      | 1800        | 10½   | 7  | 34.25 |
| 29 | Uruguai      | 1800        | 10½   | 7  | 26.00 |
| 30 | Nova Zelanda | 1800        | 10½   | 7  | 25.25 |
| 31 | Mònaco       | 1800        | 5½    |    |       |
| 32 | Puerto Rico  | 1800        | 4     |    |       |

### Medaller individual
- Tauler 1:  Maia Txiburdanidze 9/11 = 81,8%
- Tauler 2:  Nona Gaprindaixvili 9½/11 = 86,4%
- Tauler 3:  Nana Aleksàndria 8/10 = 80%
- Reserva:  Elena Akhmilovskaya 10/10 = 100%